# Forsthaus Brand (Krausnick-Groß Wasserburg)

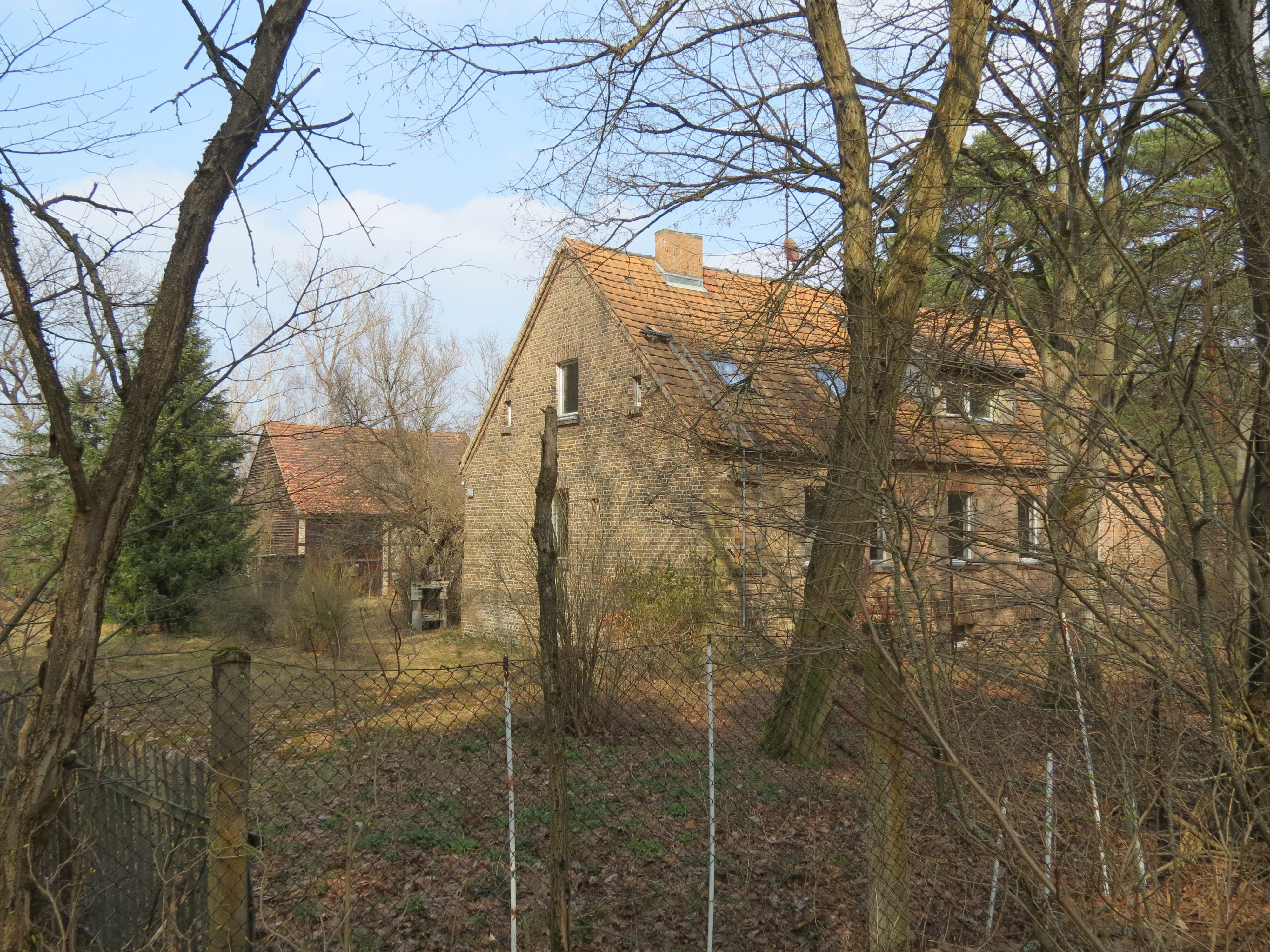
Forsthaus Brand, Dienstgebäude und Scheune

Forsthaus Brand (auch Försterei Brand) ist ein Wohnplatz im Ortsteil Krausnick der Gemeinde Krausnick-Groß Wasserburg im Landkreis Dahme-Spreewald (Brandenburg). Das Forsthaus entstand in der Nähe des Gartenhauses der Neuen Schenke, das 1841 erstmals genannt ist. 1870 wurde dieses Gartenhaus wohl abgebrochen und die Försterei unweit des alten Gartenhauses neu aufgebaut. Die Försterei Brandschäferei wurde 1869/70 in das neue Forsthaus verlegt.

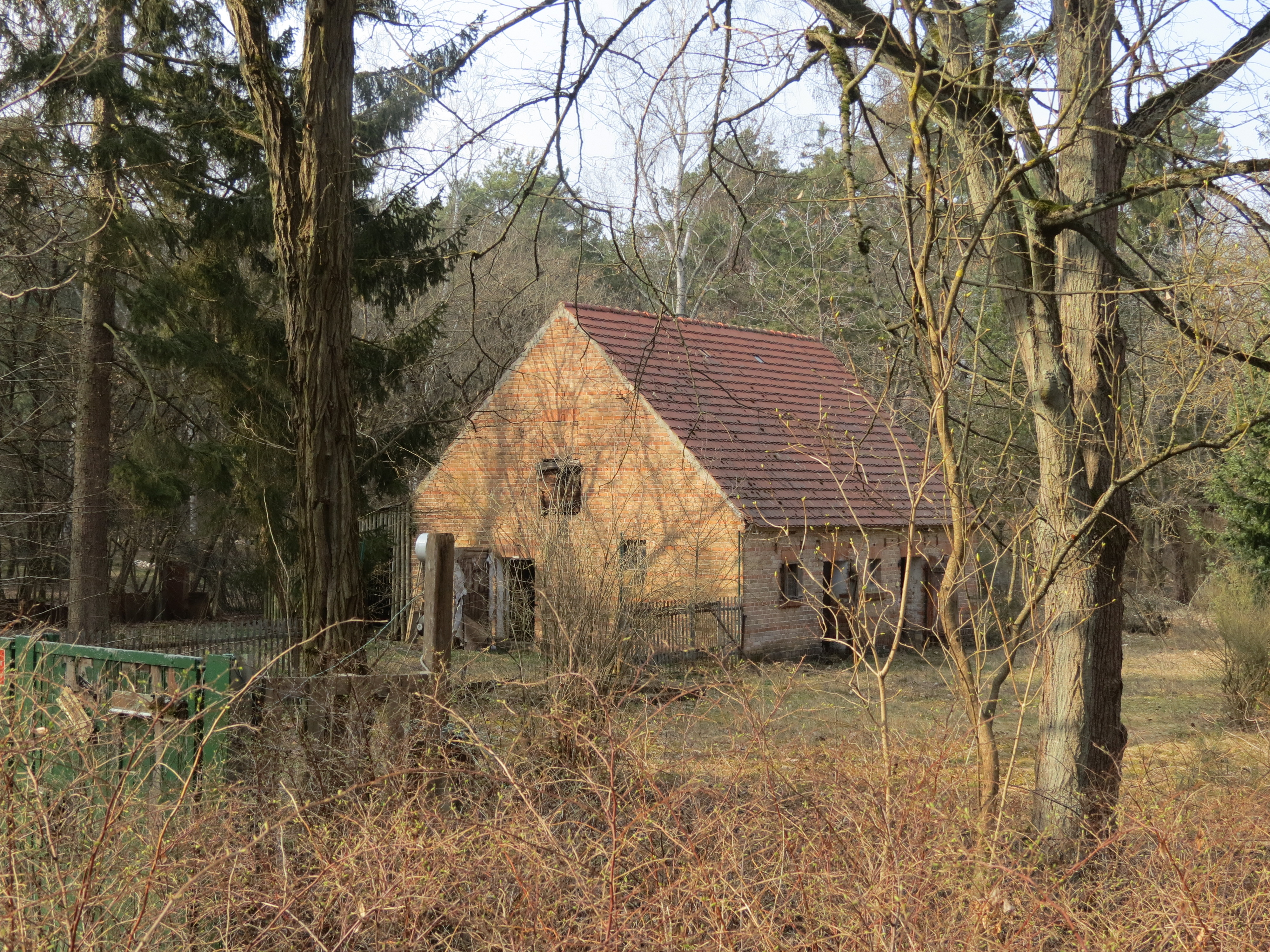
Forsthaus Brand, Stallgebäude

## Lage
Das Forsthaus Brand liegt knapp zwei Kilometer Luftlinie westnordwestlich vom westlichen Ortsausgang von Krausnick entfernt, ca. 500 Meter südlich vom Luchsee mitten im Waldgebiet des Brand. Das Forsthaus ist über die Tropical-Island-Allee (Straße Forsthaus Brand) zu erreichen. Das frühere Forsthaus Brandschäferei lag 1,3 km südwestlich des Forsthauses Brand und die frühere Neue Schenke lag etwa 1,5 km westsüdwestlich des Forsthauses. Der Wohnplatz Forsthaus Brand liegt auf etwa 56 m ü. NHN.

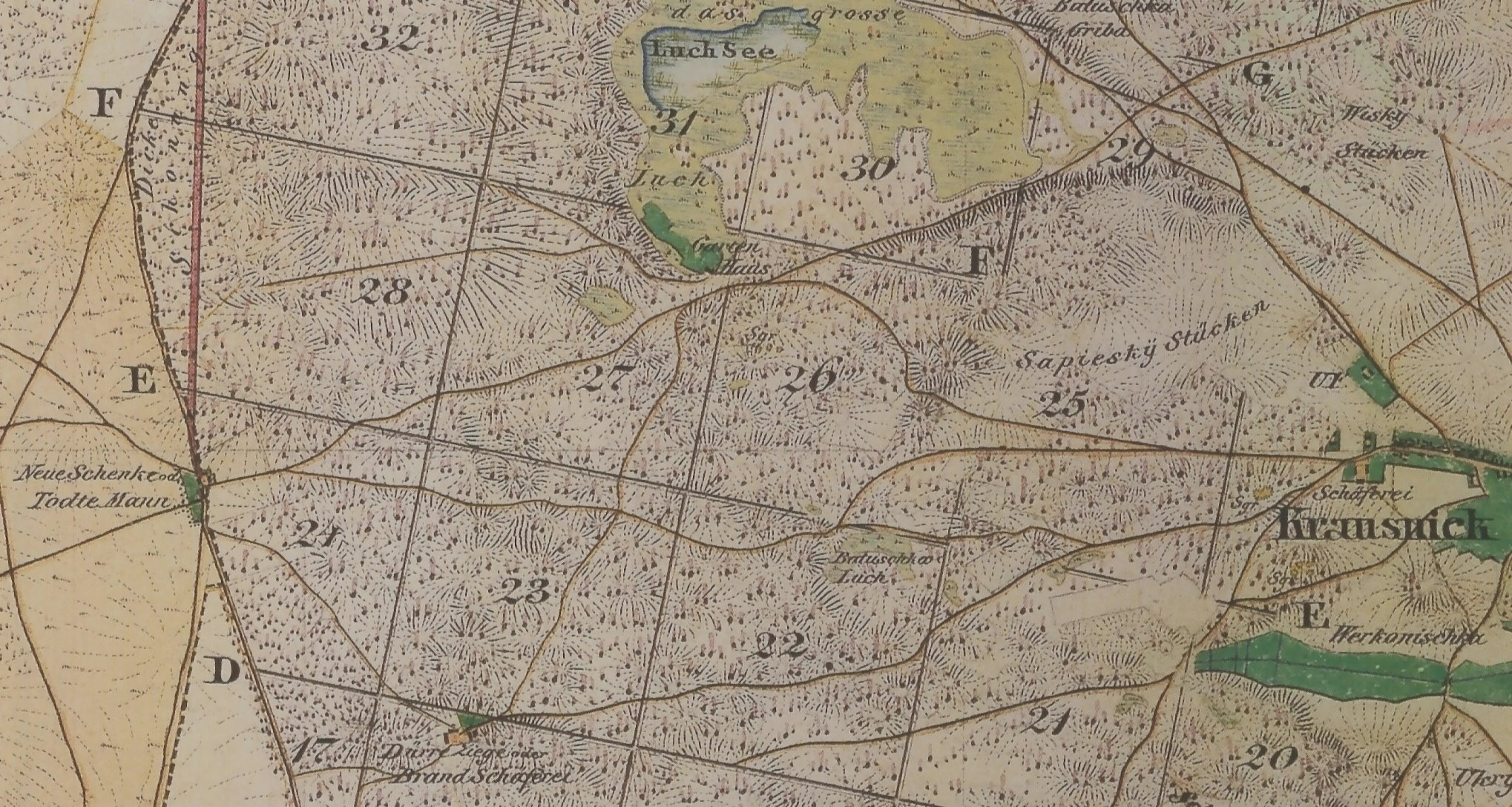
Die abgegangenen Wohnplätze Neue Schenke und Brandschäferei sowie der Wohnplatz Forsthaus Brand, Gem. Krausnick-Groß Wasserburg, Ausschnitt aus dem Urmesstischblatt Bl. 3948 Oderin von 1847

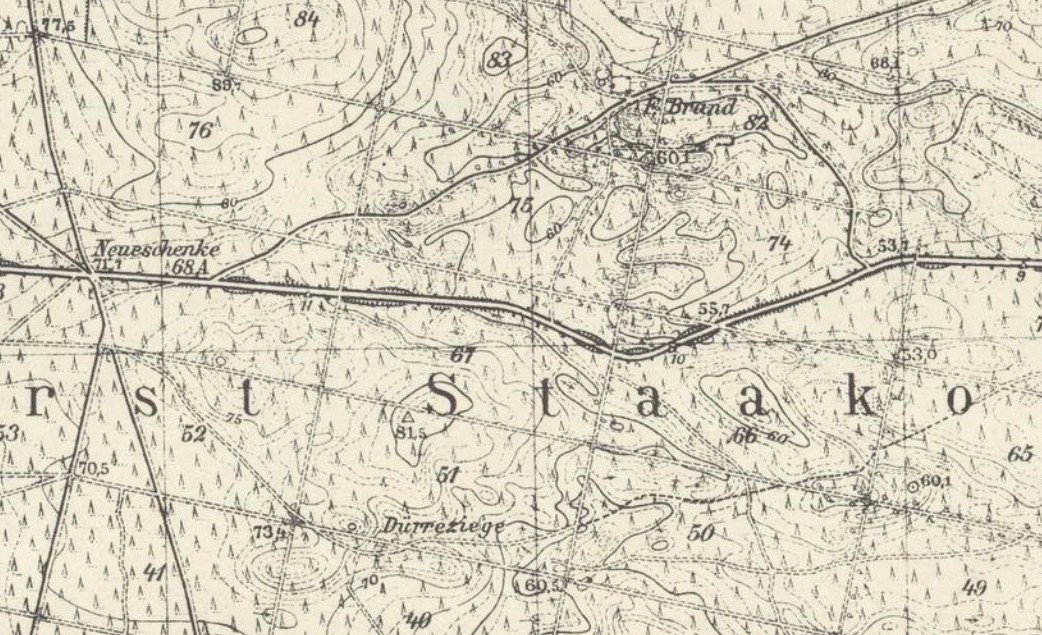
Die abgegangenen Wohnplätze Neue Schenke und Brandschäferei sowie der Wohnplatz Forsthaus Brand, Gem. Krausnick-Groß Wasserburg, Ausschnitt aus dem Messtischblatt Bl. 3948 Oderin von 1902

## Geschichte
Im Urmesstischblatt 3947 Oderin von 1841 ist der Wohnplatz als Garten Haus eingetragen. Was unter diesem Gartenhaus zu verstehen ist, ließ sich bisher nicht ermitteln. Der Name Brand rührt von einer durch Abbrennen entstandenen Lichtung im Wald her, kann auch unfruchtbare Stelle im Wald bedeuten.
1844 war der Betrieb der benachbarten Brandschäferei eingestellt und die Wirtschaftsgebäude auf Abbruch verkauft worden. In einem Wohnhaus der Brandschäferei wurde ein Forstaufseheretablissement eingerichtet. 1858 standen hier ein Wohnhaus und (wieder oder immer noch?) zwei Wirtschaftsgebäude. In dem Haus lebten fünf Personen. 1869 war in der Nähe des Gartenhauses südlich des Luchsees ein neues Forstgebäude errichtet worden, das heutige Forsthaus Brand und die Försterei wurde hierher verlegt. Das Forsthaus Brand unterstand dem Forstgutsbezirk Kleinwasserburg. 1870 wurde das Gehöft der Försterei Brandschäferei schließlich abgebrochen.
1871 bestand die Försterei Brand aus einem Haus (und zwei Wirtschaftsgebäuden), in dem fünf Personen lebten. 1874 wurde der Schutzbezirk Brand dem neu gebildeten Oberforstrevier Staakow zugewiesen. Das Oberforstrevier Staakow unterstand der Hofkammer des königlichen Hausfideikommisses Königs Wusterhausen. Um 1885 wurde der Schutzbezirk Brand dem neu gebildeten Forstgutsbezirk Meierei eingegliedert. 1929 wurde der Forstgutsbezirk Meierei schließlich mit der Gemeinde Krausnick vereinigt. Forsthaus Meierei war 1931 und 1950 ein Wohnplatz von Krausnick. Auch in der derzeitigen Hierarchie der kommunalpolitischen Gliederung der Gemeinde Krausnick-Groß Wasserburg ist Forsthaus Meierei ein Wohnplatz.